# Frédéric-Ferdinand-Constantin de Saxe-Weimar-Eisenach
Frédéric-Ferdinand-Constantin de Saxe-Weimar-Eisenach (né le 8 septembre 1758 à Weimar, mort le 6 septembre 1793 à Wiebelskirchen, qui fait maintenant partie de Neunkirchen) est un membre de la famille de Saxe-Weimar-Eisenach et un major-général dans l'armée de l'Électorat de Saxe. 

## Biographie
Le prince Frédéric-Ferdinand-Constantin est le fils cadet d'Ernest-Auguste II de Saxe-Weimar-Eisenach (1737-1758) de son mariage avec Anne-Amélie de Brunswick (1739-1807), fille de Charles Ier de Brunswick-Wolfenbüttel. Il naît trois mois après la mort de son père, sa mère et son grand-père sont régents pour son frère aîné, Charles-Auguste de Saxe-Weimar-Eisenach.
Frédéric et son frère sont instruits par Johann Eustach von Görtz et plus tard par Christoph Martin Wieland. Son éducation est poursuivie par Karl Ludwig von Knebel. Görtz et Knebel accompagnent Frédéric lors de son Grand Tour de Paris. À Francfort, ils rencontrent Johann Wolfgang von Goethe.
Après son retour à Weimar, en 1775, Frédéric emménage à Tiefurt. Il est introverti, et à cette époque, déjà fâché avec son frère. Plus tard, il est incapable de construire une relation avec sa belle-sœur ou avec Goethe. Il se tourne vers la musique et tombe amoureux de Caroline von Ilten. Comme elle est de petite noblesse, et donc impropre à un mariage, il met fin à cette relation. Goethe écrit à Charlotte von Stein: ... Je suis blâmé pour les larmes de Caroline, et je suis coupable. Frédéric part ensuite en voyage. Son frère Charles Auguste écrit à Knebel qu'il avait reçu une lettre de Londres, qui ... n'avait pas de contenu, sauf qu'il me souhaite un joyeux anniversaire.
Après avoir rejoint l'armée de l'Électorat de Saxe, il est promu au grade de lieutenant général et commande un régiment de Naumburg. Au cours de la Première Coalition, il est major général. Son régiment marche vers le Rhin avec une armée prussienne. Il est infecté par la dysenterie alors que son régiment campe près de Pirmasens et meurt quand il atteint Wiebelskirchen (aujourd'hui partie de Neunkirchen). Il est enterré dans l'église Saint-Georges à Eisenach.
Il meurt célibataire, sans enfant.